# Jackson (Misuri)
Jackson es una ciudad ubicada en el condado de Cape Girardeau en el estado estadounidense de Misuri. En el Censo de 2010 tenía una población de 13758 habitantes y una densidad poblacional de 484,49 personas por km².

## Geografía
Jackson se encuentra ubicada en las coordenadas 37°22′48″N 89°39′15″O / 37.38000, -89.65417. Según la Oficina del Censo de los Estados Unidos, Jackson tiene una superficie total de 28.4 km², de la cual 28.34 km² corresponden a tierra firme y (0.18%) 0.05 km² es agua.

## Demografía
Según el censo de 2010, había 13758 personas residiendo en Jackson. La densidad de población era de 484,49 hab./km². De los 13758 habitantes, Jackson estaba compuesto por el 95.81% blancos, el 1.65% eran afroamericanos, el 0.27% eran amerindios, el 0.57% eran asiáticos, el 0.01% eran isleños del Pacífico, el 0.32% eran de otras razas y el 1.37% pertenecían a dos o más razas. Del total de la población el 1.24% eran hispanos o latinos de cualquier raza.